# José González Castillo
José González Castillo (Rosario, 25 de enero de 1885 - Buenos Aires, 22 de octubre de 1937) fue un conocido dramaturgo, director de teatro, libretista de cine y letrista de tango argentino. Entre el centenar de obras de teatro que escribió se destacan El Parque, La mujer de Ulises, Luigi, La serenata, Los invertidos, La mala reputación, escrita en colaboración con José Mazzanti y Los dientes del perro con Alberto T. Weisbach. Escribió tangos muy difundidos luego, como Sobre el pucho (1922), sobre música de Sebastián Piana, Silbando (1923), Griseta (1924) y Organito de la tarde.
Fundó la Universidad Popular de Boedo, la segunda universidad popular de Argentina, donde estudiaron miles de alumnos durante más de veinte años. En su homenaje se le dio su nombre a la esquina SE de San Juan y Boedo.

## Primeros años
Su padre era Manuel González, un gallego que trabajó en Corrientes como cazador y vendedor de cueros y su madre, de apellido Castillo, era argentina. González Castillo guardaba el daguerrotipo de un pariente lejano por la rama de los Castillo, en uniforme militar del ejército de la provincia de Buenos Aires, en tiempos de Rosas.
Fue criado desde los nueve años, en Orán (Salta), por un sacerdote, con vistas a que siguiera la carrera eclesiástica pero luego se apartó de la fe religiosa y adaptó el ideario anarquista.
Ejerció diversos oficios y fue reportero de un diario rosarino. A los veinte años se ganaba la vida como peluquero en el barrio de Boedo en Buenos Aires.

## Sus inicios como dramaturgo
En 1905 una compañía integrada por panaderos -gremio en el que estaba difundido el anarquismo- estrenó su primera obra Los rebeldes pero es en 1907 cuando comienza a ser conocido su nombre cuando fue representada Del fango por la compañía de Pepe Podestá en el Teatro Apolo. A dichas obras siguieron otras: Entre bueyes no hay cornadas y El retrato del pibe en 1906, Luigi en 1909 y La telaraña en 1910. 
En 1911 viajó a Chile donde realizó una intensa actividad política y escribió La serenata con la que obtuvo el primer premio en el concurso organizado por el teatro Nacional y que fuera representada ese mismo año. Al regresar a Buenos Aires continuó produciendo obras: El mayor prejuicio (1914), Los invertidos (1915) y El hijo de Agar (1915).
Encabezó una compañía tradicionalista que representó Juan Moreira, Santos Vega y Martín Fierro en el teatro "San Martín" en noviembre de 1915.

## La obraLos dientes del perro
El 20 de abril de 1918 estrenó el sainete Los dientes del perro escrito en colaboración con Alberto T. Weisbach que marcó un hito fundamental en su carrera. Elías Alippi, que tenía a su cargo la puesta en escena, tuvo la idea de presentar en escena un cabaret con la actuación en vivo de la orquesta de Roberto Firpo, la mejor del momento, ejecutando tangos, entre los cuales incluyó Mi noche triste con letra de Pascual Contursi, a propuesta de Gardel que lo había grabado el año anterior.
El sainete es una pieza dramática jocosa, en un acto, y normalmente, de carácter popular, que se representaba como intermedio de una función o al final. José González Castillo, prolífico sainetero, afirmaría en una conferencia de 1937 que:

"el género chico español, ofrecía un modelo magnífico de copiar. El chulo era el original graciosísimo de nuestro compadrito porteño. La chulapa, nuestra taquera de barrio, el pelma sablista de los Madriles nuestro vulgar pechador callejero, las verbenas nuestras milongas, las broncas nuestros bochinches."

Si bien en la obra Justicia criolla (1897) se había ejecutado y bailado un tango, es con el estreno de Los dientes del perro que el tango pasó a ser un elemento del que pocos sainetes prescindían. El tango Mi noche triste, cantado por la actriz Manolita Poli tuvo un gran éxito, y también la obra que se mantuvo todo ese año en cartel con Enrique Muiño y Elías Alippi como principales figuras. Al año siguiente volvió a representarse con el tango de González Castillo ¿Qué has hecho de mi cariño? reemplazando a Mi noche triste.
González Castillo continuó produciendo obras y así aparecieron
La mujer de Ulises (1918), Gracia plena (1919), La santa madre (1920), La mala reputación (1920) y Hermana mía (1925).

## Letrista de tango
El primer tango de González Castillo fue ¿Qué has hecho de mi cariño?, escrito para la obra Don Agenor Saladillo en 1918,  lleva música de Juan Maglio (Pacho) y fue el primero que le grabó Carlos Gardel. Después siguieron Clarita con música de Domingo Fortunato; Páginas de amor, con música de Luis Riccardi; Griseta, con música de Enrique Pedro Delfino; Silbando, con música de Sebastián Piana y su hijo Cátulo Castillo; Sobre el pucho, con música de Piana; Acuarelita del arrabal, Aquella cantina de la Ribera, Juguete de placer y Organito de la tarde, todas con música de Cátulo Castillo, y Por el camino con música de José Bohr.
Otras piezas populares que escribió fueron los tangos El circo se va, El Aguacero, Papel picado, A Montmartre, Envidia, Bandoneón,  Como te quiero y Qué le importa al mundo, el vals El último vals y la ranchera El bichito del amor.
Con Sobre el pucho (1922) se afianzó en el género y marcó un nuevo rumbo en el tango. Lo presentó con Sebastián Piana, autor de la música, en el concurso de los cigarrillos Tango obteniendo el segundo premio. Pompeya es el escenario que González Castillo describe enumerando clásicos elementos míticos del tango: el callejón, el farolito, el organito, la calle de tierra. Luego la metáfora que surge al recordar el malevo su amor perdido: "... tu inconstancia loca/me arrebató de tu boca/como pucho que se tira/cuando ya/ni sabor ni aroma da."
En Silbando (1923), estrenado por Azucena Maizani en el teatro San Martín, la enumeración que describe el escenario alcanza mayor vuelo poético. La iluminación (la luz mortecina de un farol), los sonidos (un acordeón, un perro aullando, un reo silbando), la decoración de fondo (un cielo muy azul en la noche de verano). Luego la acción en la que con pocas palabras resume una historia dramática: una traición, un nuevo amor, la llegada sigilosa del vengador y el ataque mortal. 
El cabaret es el escenario de Griseta (1924), sobre música de Enrique Delfino, González Castillo usa personajes de varias novelas francesas (Museta, Mimí, Rodolfo y Schaunard aparecen en Escenas de la vida bohemia, de Henri Murger; Manón y Des Grieux en Manon Lescaut, de Antoine François Prévost D´Exiles, y Margarita Gauthier y Armando Duval en La dama de las camelias, de Alejandro Dumas (h)). La prostitución, el alcohol y la cocaína imponen el destino fatal de la francesita llegada a estas tierras y agoniza en la "fría sordidez del arrabal" que el autor contrapone a "la pureza de su fe".

## Su relación con el cine
González Castillo escribió los libretos de varias películas mudas: Nobleza gaucha (1915), Resaca (1916) y Juan sin ropa (1919). Entre ellas se destacó la primera, en la que utilizó textos propios y del Martín Fierro de José Hernández, Fausto de Estanislao del Campo y Santos Vega de Rafael Obligado. La película tuvo en su momento una extraordinaria repercusión entre el público.
Ya en la etapa del cine sonoro escribió los libretos de La ley que olvidaron (1938) que dirigió José Agustín Ferreyra y protagonizaron Libertad Lamarque, Santiago Arrieta, Herminia Franco y Pepita Muñoz y Juan Moreira (1936) según la novela de Eduardo Gutiérrez.

## El difusor de cultura
El 12 de febrero de 1928 José González Castillo, Cesar Garriogós y un grupo de visionarios dieron luz a la Universidad Popular de Boedo, que durante más de 20 años difundió cultura entre quienes pertenecían a las clases menos favorecidas de la población. Allí enseñaba un inglés de entrecasa, aprendido en Chile, cuando era corredor de vinos y trataba con ingleses. En 1932, en los altos de un café ubicado en Boedo 868, fundó la Peña Pacha Camac, uno de los más importantes centros irradiadores de cultura de su época, donde se dieron clases de dibujo, pintura, música y declamación. 

## Su familia
Convivió con Amanda Bello (a quien prácticamente raptó de su casa) sin casarse con ella porque la pareja no aceptaba el matrimonio civil. Tuvo tres hijos: Gema Castillo –después bailarina en el Teatro Colón–, Carlos Hugo y Cátulo. Amanda Bello, que falleció en 1930, era hija de Germán Bello, un cuidador de caballos de carrera en La Plata. A su hijo Cátulo pretendió inscribirlo en el Registro Civil como Descanso Dominical González Castillo, pero como se lo negaron sus amigos lo convencieron para que transara y entonces lo anotó como Ovidio Cátulo Castillo. José González Castillo falleció en Buenos Aires el 22 de octubre de 1937.

## Obras musicales
- Clarita con música de Domingo Fortunato;
- Páginas de amor, con música de Luis Riccardi;
- Aquella cantina de la Ribera con música de Cátulo Castillo
- Juguete de placer con música de Cátulo Castillo
- Por el camino con música de José Bohr.
- El circo se va
- A Montmartre
- Envidia,
- Bandoneón
- Como te quiero
- Qué le importa al mundo
- El último vals (vals)
- El bichito del amor (ranchera).
- Aquella cantina de la ribera (1926) con música de Cátulo Castillo
- El aguacero (1931) con música de Cátulo Castillo.
- Caminito del taller (1925) con música de Cátulo Castillo.
- Griseta (1924) con música de Enrique Delfino.
- Música de calesita (1930) con música de Cátulo Castillo.
- Organito de la tarde (1923) con música de Cátulo Castillo.
- Sobre el pucho (1922) con música de SebastiÁn Piana.
- Silbando con música de Cátulo Castillo y Sebastián Piana
- Papel picado con música de Cátulo Castillo.
- Acuarelita de arrabal (1925) música de Catulo Castillo.
- Milonga en rojo con música de Roberto Fugazot y Lucio Demare.

## Obras teatrales
- Hermana mía
- La camisa de once varas
- El error del sabio
- Plus ultra
- Póker de ases
- Aurora boreal
- La sombra del pasado
- Los payadores
- El salto mortal
- Película priolla
- Aires de la tierra
- El hijo de Agar
- La edición de la noche
- La pebeta del bar "Copetín"
- La divina revista
- El teniente Maciel
- La mujer de Ulises
- La Biblia en verso
- Gracia plena
- Divino tesoro
- Los rebeldes
- Entre bueyes no hay cornadas
- El mayor prejuicio
- La patria del tango
- El grillete
- Detrás de cada puerta en colab. con Alejandro E. Berruti y Pedro E. Pico.
- El pavo de la boda en colab. con Alejandro E. Berruti, Camilo Darthés y Pedro E. Pico.
- La noche de la revolución adaptación de la obra de Jacques Deval.
- Los conquistadores del desierto en colab. con Enrique García Velloso y Folco Testema.
- ¡Dios! en colab. con Enrique García Velloso y Folco Testema.
- Derecho de asilo
- El anillo de compromiso
- El placer de los dioses
- El pobre hombre
- El retrato del pibe
- La cuna del himno
- La serenata
- Los invertidos
- Mamerto
- Taba en el aire
- Yunta brava
- Donde hubo fuego...
- El camino del infierno en colab. con Alejandro Berruti.
- Pocas ganas en colab. con Francisco E. Collazo.
- La sombra del pasado en colab. con Enrique García Velloso.
- La santa madre en colab. con Vicente Martínez Cuitiño.
- La mala reputación en colab. con José Mazzanti.
- La zarza ardiendo en colab. con Federico Mertens.
- La purpurina en colab. con Carlos Schaefer Gallo.
- Gracia plena en colaboración con Alberto T. Weisbach.
- Los dientes de perro en colaboración con Alberto T. Weisbach.
- Acquaforte en colaboración con Alberto T. Weisbach.
- Puerto Madero en colaboración con Juan Comorera.
- Como se hace un drama.
- Martín Fierro adaptación de la obra de José Hernández.
- Mañana será otro día en colaboración con Alberto Vacarezza y Alejandro Berruti.

## Filmografía como guionista
- La ley que olvidaron (1938) dir. José Agustín Ferreyra
- Juan Moreira (1936) según la novela de Eduardo Gutiérrez dir. Nelo Cosimi.
- Juan sin ropa (1919)  dir. Georges Benoît y Héctor Quiroga.
- Resaca (1916) según la obra teatral de Alberto T. Weisbach dir. Atilio Lipizzi.
- Nobleza gaucha con textos propios y del Martín Fierro de José Hernández, Fausto de Estanislao del Campo y Santos Vega de Rafael Obligado, dir. Humberto Cairo, Ernesto Gunche y Eduardo Martínez de la Pera